# São João do Sul
São João do Sul é um município brasileiro do Estado de Santa Catarina.
Localiza-se a uma latitude 29°13′25″ sul e a uma longitude  49°48′29″ oeste, estando a uma altitude de 15 metros. Usufrui de uma temperatura média de 19.3 °C.
Possui uma área de 184,375 quilômetros quadrados e sua população em 2019 era de 8,668 habitantes. Sua hidrografia contempla rios, sangas e lagoas, a saber: Rio Mampituba, Rio Verde, Rio Sertão, Rio Canoas, Lagoa de Sombrio, Lagoa do Piritú e Sanga do Areal.
O município que já foi distrito de Araranguá, tem na agricultura a principal atividade econômica, sendo um grande produtor de arroz, fumo, morango, milho, maracujá, abacaxi e mandioca. Segundo dados do Censo Agropecuário no Brasil, de 2017, há produção permanente, em escala menor aos anteriores, de amora, banana, caqui, lichia, noz e Pitaia. Em relação à agricultura temporária, vale destacar a produção de abóbora, amendoim, batata-inglesa, cana-de-açúcar, feijão, melancia, milho forrageiro e soja. Sendo assim, dispõe da agricultura mais variada do Vale do Rio Araranguá.
Na pecuária, nota-se o manejo de bovinos, caprinos, equinos, galináceos, ovinos, patos (gansos, marrecos, perdizes e/ou faisões), perus e suínos.
O município possui uma área de 232 hectares destinados a silvicultura, principalmente de eucalipto e pinus, para produção de lenha e madeira em tora.
As principais festividades são a Festa do Santo Padroeiro São João Batista, em junho; a Festa do Colono; e o Rodeio Crioulo Nacional, que acontece sempre no final do mês de março. Recentemente, a cidade organiza o Encontro de Carros de Boi que, no ano de 2024, ocorreu pela terceira vez. Em 2023, durante a 13ª Festa do Colono, aconteceu o maior desfile de carros de boi do Brasil, totalizando 318 carros.
Em 2022, a Secretaria de Turismo do município lançou o roteiro Caminho das Querências, focando no turismo rural, com visita a três sítios na cidade, com duração de quatro horas. A viagem começa na comunidade de Vila Conceição, na propriedade Hortifruti Brasul, que produz morango, com "[...] a possibilidade dos turistas colherem morangos direto do pé, degustar a vontade e ainda escolher os melhores para levar para casa pagando pelo pacote ou quilo da fruta". O segundo ponto, localizado em Três Coqueiros, é Sitio São Sebastião, responsável pela produção de roscas de polvilho. A última parada é no Morro Mané Joca, com a possibilidade de passeio no girico, além de uma pequena trilha na mata com vista para os cânions localizados em Praia Grande, cidade vizinha.
Outros atrativos turísticos incluem:
- Balneário Barrinha: "Balneário de extrema beleza às margens da Lagoa do Sombrio. No local são realizados passeios de barco e possuí restaurante especializado em frutos-do-mar";[21]
- Balneário Rio Taíta: "Rio de cachoeira límpida, ideal para banho e com área que possibilita a prática de vários esportes e acampamento";[22]
- Oratório Frei Adercide (Morro da Querência): "Atualmente Frei Adercide está sepultado no Morro da Querência, São João do Sul, local privilegiado pela natureza, numa extensão de 02 hectares de terra doados pelo senhor Alcides Machado que foi preparada para receber os devotos do Frei Adercide dos Santos Silva";[23]
- Igreja Matriz São João Batista: igreja central da cidade, que faz homenagem ao Santo Padroeiro;
- Sítio do Tio Lilo: passeio pelas lavouras de pitaia, com possibilidade de colher e pagar.[24]

Além disso, o município integra o roteiro turístico Caminho dos Cânions. Existe, assim, a oportunidade de passeios de balão de ar quente pela cidade e adjacências. O município também fica próximo de cidades praianas do litoral norte do Rio Grande do Sul, como Torres, e de Santa Catarina, como Balneário BellaTorres, em Passo de Torres.
Em 2004, a cidade foi umas das mais afetadas pelo Ciclone Catarina, com ventos de 150 quilômetros por hora.
| Data      | Acontecimento | Grupos | Comunidade | Complemento                                                      |
| --------- | --- | --- | --- | ---------------------------------------------------------------- |
| 1900      | Início da ocupação e povoamento | Indígenas | --- | ---                                                              |
| 1926      | Estabelecimento de imigrantes alemães | Família Schaeffer (hoje Scheffer)                                                                                               | Glória (hoje Glorinha) | ---                                                              |
| 1856      | Estabelecimento de imigrantes alemães | Família Evalt | Passo Magnus | ---                                                              |
| 1860      | Estabelecimento de imigrantes alemães | Família May (hoje Maia) | Passo Magnus | ---                                                              |
| ---       | Estabelecimento de imigrantes alemães | Família Lummertz | --- | ---                                                              |
| 1888      | Estabelecimento de imigrantes alemães | Família Magnus | --- | ---                                                              |
| 1860      | "Em 1860, algumas clareiras já se notavam na região, havendo mesmo um pequeno agrupamento de casas denominado "Passo do Sertão"                      | "Em 1860, algumas clareiras já se notavam na região, havendo mesmo um pequeno agrupamento de casas denominado "Passo do Sertão" | "Em 1860, algumas clareiras já se notavam na região, havendo mesmo um pequeno agrupamento de casas denominado "Passo do Sertão" | ---                                                              |
| 1870      | Estabelecimento de imigrantes açorianos | Família Martins, Rocha, Cardoso, Rodrigues, Aguiar, Borba, Mendonça, Luz, Reis, Homem, dentre outras                            | Várias | ---                                                              |
| 1891      | Criado o distrito de Passo do Sertão, anexado ao município de Araranguá                                                                              | | | Decreto n.º 45, do Govêrno Provisório, de 3 de fevereiro de 1891 |
| Século XX | Estabelecimento de imigrantes italianos | Famílias Scandolara, Piazza e Bianchini                                                                                         | Timbopeba | ---                                                              |
| 1900      | Colonização efetiva | Famílias Emerich, Lummertz, Borba e Abel                                                                                        | Várias | ---                                                              |
| 1911      | Araranguá é constituída de três distritos: Araranguá, Cresciuma e Passo do Sertão                                                                    | --- | --- | ---                                                              |
| 1914      | Povoado de Sombrio era designado sede de destrito de mesmo nome, desmenbrado do distrito de Passo do Sertão, sendo anexado ao município de Araranguá | --- | --- | Lei municipal n.º 141, de 2 de janeiro de 1914                   |
| 1924      | Distrito de Sombrio é extinto e seu território passa a ser de posse do distrito de Passo do Sertão                                                   | --- | --- | Lei Municipal n.º 225, de 12 de novembro de 1924                 |
| 1938      | Passo do Sertão é elevado a categoria de Vila Passo do Sertão                                                                                        | --- | --- | Decreto Lei Estadual nº 86, de 31 de março de 1938               |
| 1950      | Araranguá é formada por quatro distritos: Araranguá, Passo do Sertão, Maracajá e Sombrio                                                             | --- | --- | ---                                                              |
| 1953      | Criação da cidade de Sombrio, desmenbrada de Araranguá, com os seguintes distritos: Sombrio e Passo do Sertão                                        | --- | --- | Lei n.º 133, de 30 de dezembro de 1953                           |
| 1958      | O município de Sombrio era composto dos seguintes distritos: Sombrio (sede), Santa Rosa e Passo do Sertão                                            | --- | --- | ---                                                              |
| 1958      | O distrito de Passo do Sertão é desmenbrado do município de Sombrio, e passa a categoria de município, agora designado São João do Sul               | --- | --- | Lei n.º 348, de 21 de junho de 1958                              |
| 1961      | Criado o município de São João do Sul | --- | --- | Lei nº 801, de 20 de dezembro de 1961                            |

## Filhos ilustres
- Francisco Pinho
- Valdir Raupp